# Жоель Каямба
Жоель Каямба (фр. Joel Ngandu Kayamba, нар. 17 квітня 1992, Кіншаса) — футболіст ДР Конго, півзахисник казахстанського клубу «Атирау» та національної збірної Демократичної Республіки Конго.
Виступав також за клуб «Вікторія» (Пльзень).

## Клубна кар'єра
Народився 17 квітня 1992 року в місті Кіншаса.
У дорослому футболі дебютував 2015 року виступами за команду «Пардубиці», в якій провів два сезони, взявши участь у 33 матчах чемпіонату. 
Протягом 2017—2018 років захищав кольори клубу «Опава».
Своєю грою за останню команду привернув увагу представників тренерського штабу клубу «Вікторія» (Пльзень), до складу якого приєднався 2019 року. Відіграв за пльзенську команду наступні три сезони своєї ігрової кар'єри. Більшість часу, проведеного у складі «Вікторії», був основним гравцем команди.
Згодом з 2022 по 2024 рік грав у складі команд «Самсунспор» та «Болуспор».
До складу клубу «Атирау» приєднався 2024 року. Станом на 29 травня 2024 року відіграв за команду з Атирау 18 матчів у національному чемпіонаті.

## Виступи за збірну
У 2020 році дебютував в офіційних матчах у складі національної збірної Демократичної Республіки Конго.